# Schlenkerla
49°53′30″ пн. ш. 10°53′05″ сх. д. / 49.891666666667° пн. ш. 10.884722222222° сх. д.

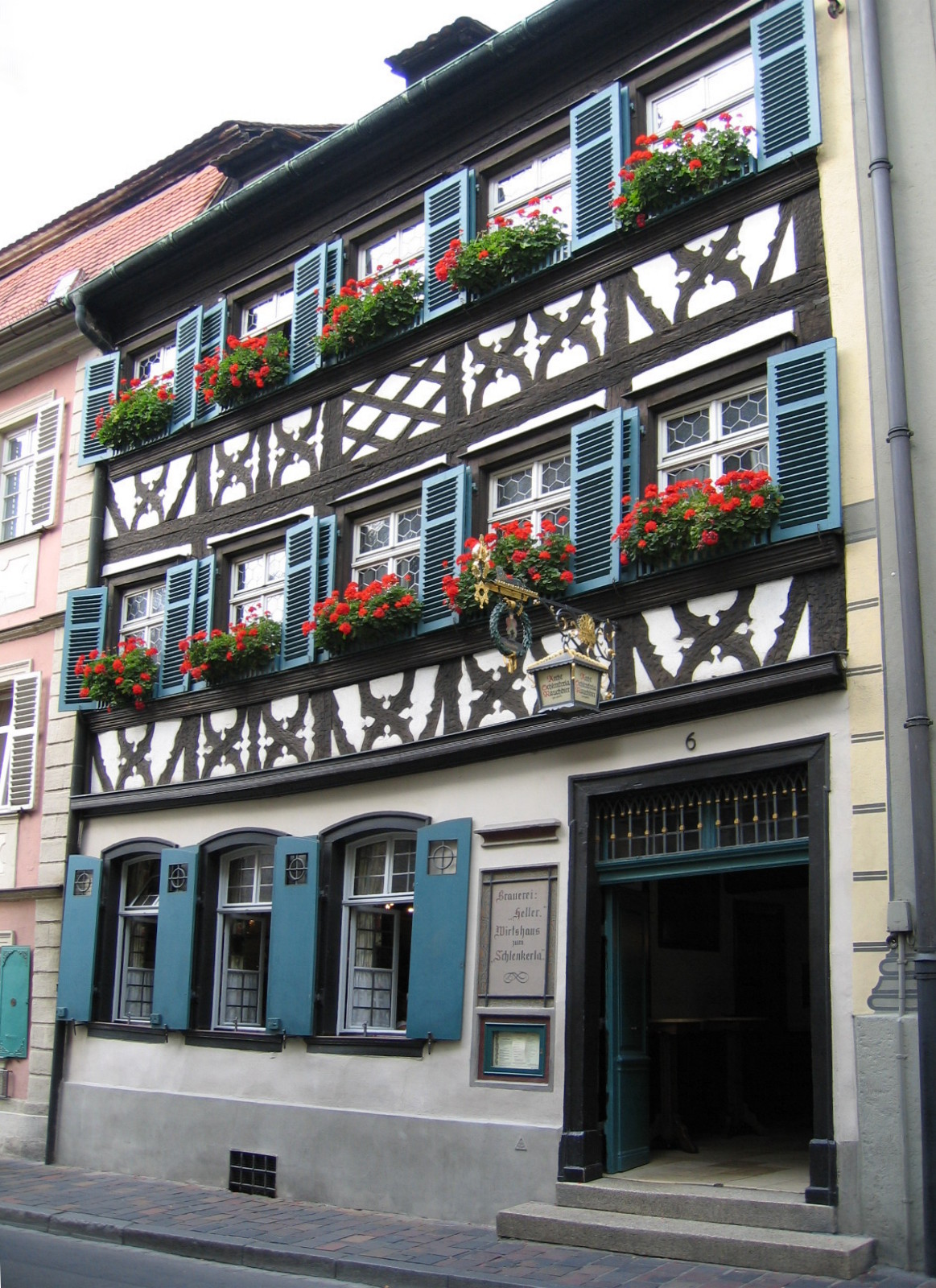
Zum Schlenkerla

Schlenkerla (укр. Шленкерла; раніше Zum blau Löwen, також броварня Heller) — історична кнайпа-броварня у Бамберзі. Вперше згадується в історичних документах у 1405 році і є найвідомішою броварнею копченого пива в Німеччині.

## Історія
Будівля Zum Blauen Löwen, в якій зараз розташована кнайпа Schlenkerla, вперше згадується в документі 1405 року. На той час будівля навколо монастирського костелу монахів-домініканців перебувала в руках родини Цолльнерів. У 1538 році бондар Асмус Шнайдер був, мабуть, першим власником, який відкрив кнайпу і броварню в будівлі Zum blau Löwen. Під час Тридцятилітньої війни заклад був майже повністю знищений. У 1649 році Якоб Штенгель придбав руїни і почав їх відбудовувати.
У наступні роки будинок було розширено за допомогою тильної будівлі. У 1714 році новий власник, Георг Циммерман, був змушений оголосити про банкрутство через погане управління. Йоганн Петер Гірш, тодішній солтис округу Санкт-Георген, придбав усе майно та права на пивоваріння. У 1738 році Йоганн Вольфганг Геллер купив броварню і дав їй назву Hellerbräu, яка і досі існує. Він також придбав кам'яний льох на Каульберзі, який разом із полем і садом передав своїй доньці. Його онук Йозеф Геллер очолив бізнес у 1797 році та викупив Felsenkeller на Каульбергу.
Коли Конрад Гразер придбав броварню в 1866 році, почалася нова ера. Броварня і нині перебуває в руках його нащадків. Коли 1877 року його син Андреас одружився, Конрад відійшов від бізнесу. У 1906 році після смерті Андреаса бізнес очолив його син Майкл. Він розширив Felsenkeller, придбавши іншу нерухомість на Верхньому Штефансберзі, і розширив літню торгівлю. У 1926 році він також розширив ресторан, орендувавши Dominican Klause. У 1936 році він також збудував броварний цех і розливний цех. Після його смерті в 1943 році його вдова Маргарет і дочка Елізабет керували броварнею в останні роки Другої світової війни. Зараз (стан: 2024) броварня належить Матіасу Труму, онуку Якоба та Елізабет Трум.

## Найменування
Броварня відома небагатьом під назвою Heller. Своєю популярною назвою Шленкерла вона зобов'язана Андреасу Грасеру. З 1875 року до своєї смерті в 1905 році він був майстром-броварем у броварні Heller і популяризував місцеву легенду про бамберзького броваря. За легендою коні броваря втекли, коли розвантажували бочки з воза, а сам бровар потрапив під віз і зазнав травми. Відтоді йому довелося компенсувати травму розмахуванням руками під час ходьби.
Бамберзька римована хроніка підсумовує це так: «Через те, що він любив трохи розмахувати руками, через зарозумілість і насміх його охрестили Шленкерлою…».

## Види пива
Зараз пивоварня Schlenkerla виробляє сім сортів пива:
- Копчене пиво : Aecht Schlenkerla Rauchbier — це темне пиво Märzen низового бродіння. Традиційно зберігається в дубовій бочці.[4]
- Urbock: Насичений і гіркий Urbock подається під час сезону міцного пива восени.[4]
- Копчене пшеничне пиво: пшеничне пиво вариться з власного копченого солоду, тому воно набуває ніжного димного смаку.[4]
- Лагер: пивоварня Schlenkerla використовує однакові мідні котли та насамперед однакові дріжджі для варіння копченого пива та лагеру. Ця особливість технології надає пиву Aecht Schlenkerla його тонкий димний смак.[4]
- Краузен: поєднання молодого пива з уже зрілим пивом називається Кройзен. Кройзен виготовляється зі світлого пива, до якого додається пиво Märzen.[4]
- Пісне пиво: пісне пиво має легку мутність завдяки дріжджам низового бродіння з повним вмістом. Має тонкий копчений смак і тонку гірчинку.[4]
- Eiche: Подвійний бок від пивоварні Schlenkerla під назвою Айхе (досл. дуб) подають лише на Різдво. Солод сушать не над буком, як зазвичай, а над дубом.[4]
- Weichsel: червоне пиво, зварене з копченим вишневим солодом, висушеним на вишневому дереві та ароматним хмелем з 4,6 % об. алкоголю
- Ерле (досл. Вільха): чорне пиво з копченим вільховим солодом, висушеним на вільховому дереві та 4,3 % об. алкоголю.